# Ruud van Nistelrooy
Rutgerus Johannes Martinus "Ruud" van Nistelrooy (Oss, 1 de julho de 1976) é um treinador e ex-futebolista neerlandês que atuava como centroavante. Atualmente está sem clube.
Com cerca de 400 gols em toda a carreira, tinha como principais características a ótima finalização, o bom cabeceio e a precisão nas cobranças de pênaltis. Em seu auge foi lembrado na lista de Melhor Jogador do Mundo pela FIFA, sendo duas delas entre os 10 primeiros, em 2003 e 2004.

## Carreira como jogador

### Den Bosch e Heerenveen
Iniciou sua carreira profissional entre o fim de 1993 e o início de 1994, aos 17 anos, no modesto Den Bosch, da segunda divisão dos Países Baixos. Em suas primeiras partidas pelo clube, chegou a atuar como zagueiro, devido à sua altura e porte físico. Porém, após mais alguns jogos, foi transferido para a posição de atacante, já que os desarmes não eram o seu forte, e sim os gols.
Chamou a atenção de clubes da Eredivisie, após uma boa temporada 1996–97, marcando doze gols em 31 jogos pelo Den Bosch. Porém, quem o contratou foi o não muito tradicional Heerenveen, em junho de 1997, por 360 mil euros.
Sua passagem pelo Heerenveen foi rápida, marcando treze gols em 31 jogos na temporada 1997–98, a única atuando por este clube.

### PSV Eindhoven
Em junho de 1998, chegava ao clube onde obteve seu melhor desempenho na Eredivisie, o PSV Eindhoven, por 6,3 milhões de euros, até então o valor recorde numa transferência entre duas equipes neerlandesas.
Logo em sua primeira temporada pelo clube de Eindhoven, a de 1998–99, Nistelrooy obteve a impressionante marca de 31 gols em 34 jogos, sendo artilheiro isolado da Eredivisie e o segundo artilheiro da Europa. Fez também um hat-trick na vitória do PSV sobre o HJK Helsinki por 3–1 em pleno Estádio Olímpico de Helsinque pela Liga dos Campeões, no dia 25 de novembro de 1998. Fechou a temporada conquistando o prêmio de jogador neerlandês do ano.
Na temporada seguinte, a de 1999–00, sua segunda pelo PSV, chegou a respeitável marca de 29 gols em 23 jogos pela Eredivisie, ficando mais uma vez com o título e a artilharia da temporada na liga.

#### O interesse dos grandes clubes
Em 2001, o treinador do Manchester United, Alex Ferguson, disse em entrevista ao jornal The Daily Telegraph que seu filho, Darren, que estava fazendo testes no Heerenveen, pediu ao pai:
| “ | Você tem que contratar logo o Van Nistelrooy, ele é fantástico! Fomos vê-lo jogar. | ” |

Após saber mais detalhes sobre Nistelrooy, Ferguson enviou representantes do Manchester United para o jogo seguinte do PSV Eindhoven pela Eredivisie. No dia seguinte ao jogo, Van Nistelrooy já havia assinado um pré-contrato com os Diabos Vermelhos.
Ao final da temporada 1999–00, era praticamente certo que Van Nistelrooy partiria para uma liga de mais expressão dentro do continente europeu.

### Manchester United
No dia 21 de abril de 2000, sua contratação foi oficializada por parte do Manchester United, da Premier League, pela bagatela de 18,5 milhões de libras. Porém, dias após sua contratação, Van Nistelrooy sofreu uma grave ruptura nos ligamentos do joelho durante os treinamentos, fazendo com que sua transferência fosse concluída apenas em abril de 2001, quase um ano depois, após ter se recuperado da cirurgia no joelho.
Após a completa recuperação da contusão, o Manchester United teve de pagar mais uma taxa de 500 mil libras ao PSV Eindhoven, totalizando a transferência no valor de 19 milhões de libras. Depois de passar na bateria de exames médicos, o centroavante assinou um contrato de cinco temporadas com o então campeão da Premier League, e minimizou o alto investimento do United na transferência:
| “ | O preço não é um peso para mim, pelo contrário, ele me incentiva, porque este valor significa que o Manchester United tem grande confiança em mim. | ” |

#### A chegada ao clube e o auge
Na temporada 2001–02, sua primeira no clube da Inglaterra, marcou 23 gols em 32 jogos pela Premier League, terminando com o recorde de oito jogos consecutivos marcando gols e surpreendendo a todos com sua rápida adaptação ao futebol do país. Além disto, também marcou dez gols pela Liga dos Campeões da UEFA, terminando o ano de 2002 com o prêmio de Jogador do Ano no Reino Unido. Também nesta temporada, Van Nistelrooy conquistou o recorde de 23 gols numa temporada de estreia da Premier League, recorde este que seria batido pelo espanhol Fernando Torres seis anos mais tarde, na temporada 2007–08, com 24 gols pelo Liverpool.
Na temporada 2002–03, sua segunda pelo clube, marcou 25 gols em 34 jogos pela Premier League, incluindo três hat-tricks. Além disto, doze gols em dez jogos (dois gols na fase de qualificação) pela Liga dos Campeões, terminando assim mais uma temporada de forma espetacular e novamente com o recorde de oito jogos consecutivos marcando gols. Ao final do ano de 2003, conseguiu sua melhor posição na lista dos Melhores Jogadores do Mundo pela FIFA, ficando em sexto lugar nesta edição do prêmio.

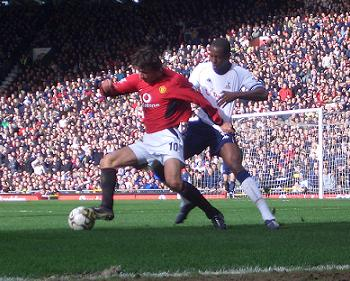
Van Nistelrooy atuando contra o Tottenham em 2004

Iniciou a temporada 2003–04 fazendo gols nos dois primeiros jogos da Premier League, o que impulsionou o seu recorde da temporada anterior a dez jogos consecutivos com gols pela liga inglesa. Também marcou seu centésimo gol pelo clube nesta temporada, em uma vitória por 4–3 sobre o Everton, no dia 7 de fevereiro.
Perdeu grande parte da temporada 2004–05 devido a uma lesão, mas ainda assim conseguiu atuar bem em jogos da Premier League e conquistar a artilharia da Liga dos Campeões com oito gols, um deles o seu trigésimo nesta competição, marcado no empate em 2–2 com o Lyon, na primeira partida da fase de grupos, em 16 de setembro de 2004. Gol esse que superou o recorde de Denis Law, com 28 gols, e dias após a quebra do recorde, Law declarou aos repórteres:
| “ | Estou contente por Ruud. Isso não poderia acontecer com um indivíduo mais agradável. | ” |

O Manchester United foi eliminado desta edição da Champions League pelo Milan, nas oitavas de final (2–0 no agregado). O clube italiano viria a ser derrotado na final, num jogo histórico contra o Liverpool, vencido pelos ingleses numa disputa por pênaltis, após os Diabos Vermelhos terem empatado um resultado de 3–0 em apenas 45 minutos.

#### Desentendimentos internos e saída
Na temporada 2005–06, iniciou marcando gols nos quatro primeiros jogos da Premier League, e terminou o campeonato como o segundo artilheiro, com 21 gols, atrás apenas do francês Thierry Henry, que também havia feito uma espetacular temporada pelo Arsenal.

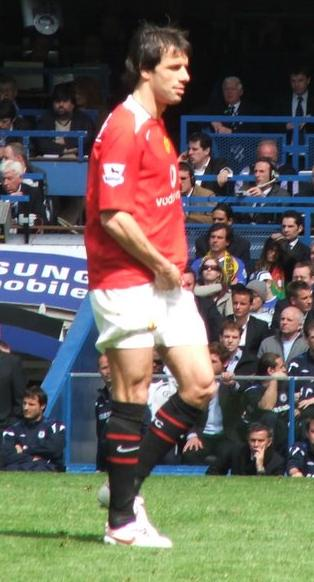
Nistelrooy em abril de 2006, atuando contra o Chelsea

Ainda antes do final desta temporada, em 26 de fevereiro de 2006, data da final da Copa da Liga Inglesa de 2005–06, contra o Wigan, o treinador Sir Alex Ferguson optou por iniciar a partida com Van Nistelrooy no banco de reservas, colocando Louis Saha para ocupar a sua vaga, formando a dupla de ataque com Wayne Rooney. Nistelrooy sequer entrou no decorrer da partida e, após este fato, foram alimentadas as especulações de um possível desentendimento entre ele e Ferguson, que foram negadas por Ruud, em entrevista.
No entanto, nas partidas finais da Premier League 2005–06 e às vésperas da Copa do Mundo de 2006, o pouco aproveitamento do jogador por parte de Ferguson continuou, mesmo após Nistelrooy ter se recuperado totalmente de uma contusão no tornozelo. O treinador iniciou seis partidas consecutivas com o neerlandês entre os reservas e, embora tenha retornado ao time titular e marcado o gol da vitória das partidas contra o West Ham e o Bolton, as dúvidas sobre a permanência de Nistelrooy no United ficaram ainda maiores. Ferguson admitiu publicamente que, na última partida da Premier League, contra o Charlton, Van Nistelrooy ficou extremamente irritado com a decisão de ter sido colocado no banco de reservas e surpreendeu a todos deixando o estádio três horas antes da partida.
Talvez um dos motivos de tamanha irritação de Nistelrooy tenha sido o fato de que, devido às seguidas partidas em que começou no banco de reservas, ao final do torneio o francês Thierry Henry, com com 27 gols, se isolou com seis gols a mais no posto de artilheiro, contra 21 do neerlandês.
As discussões não foram apenas com o treinador Sir Alex Ferguson. Em 9 de maio de 2006, a Setanta Sports confirmou que a saída de Van Nistelrooy do time titular foi devido a outra discussão, desta vez com Cristiano Ronaldo, durante uma sessão de treinamentos. Ruud teria criticado a tendência de Ronaldo prender a bola, ao invés de tocá-la para seus companheiros de equipe, o que provocou a discussão. Nistelrooy continuou com as provocações e disse para ele "ir chorar com o seu papai". Segundo a Setanta, isto não era uma referência ao pai biológico de Ronaldo, que já havia falecido, mas sim ao, na época, assistente técnico Carlos Queiroz, que tratava Cristiano Ronaldo como um "filho". Após esta frase, a discussão entre eles quase partiu para vias de fato, mas a briga foi separada pelos demais jogadores do United.
Devido aos desentendimentos ocorridos, confirmados pelo treinador, e aos vários boatos da imprensa, estava claro que a relação do neerlandês com Sir Alex Ferguson já não era mais a mesma, e era praticamente certo que Nistelrooy não permaneceria no clube da cidade de Manchester. No dia 15 de julho de 2006, Ferguson confirmou que a vontade de Van Nistelrooy era se transferir para outro clube, porém, não citou os prováveis destinos do atacante.
Estava finalizada assim a passagem do centroavante pelos Diabos Vermelhos. Durante cinco temporadas, período em que alcançou o auge de sua carreira, teve uma respeitável marca de 150 gols em 219 jogos, além do recorde de mais gols na história do clube em competições europeias, com 38 gols.

### Real Madrid

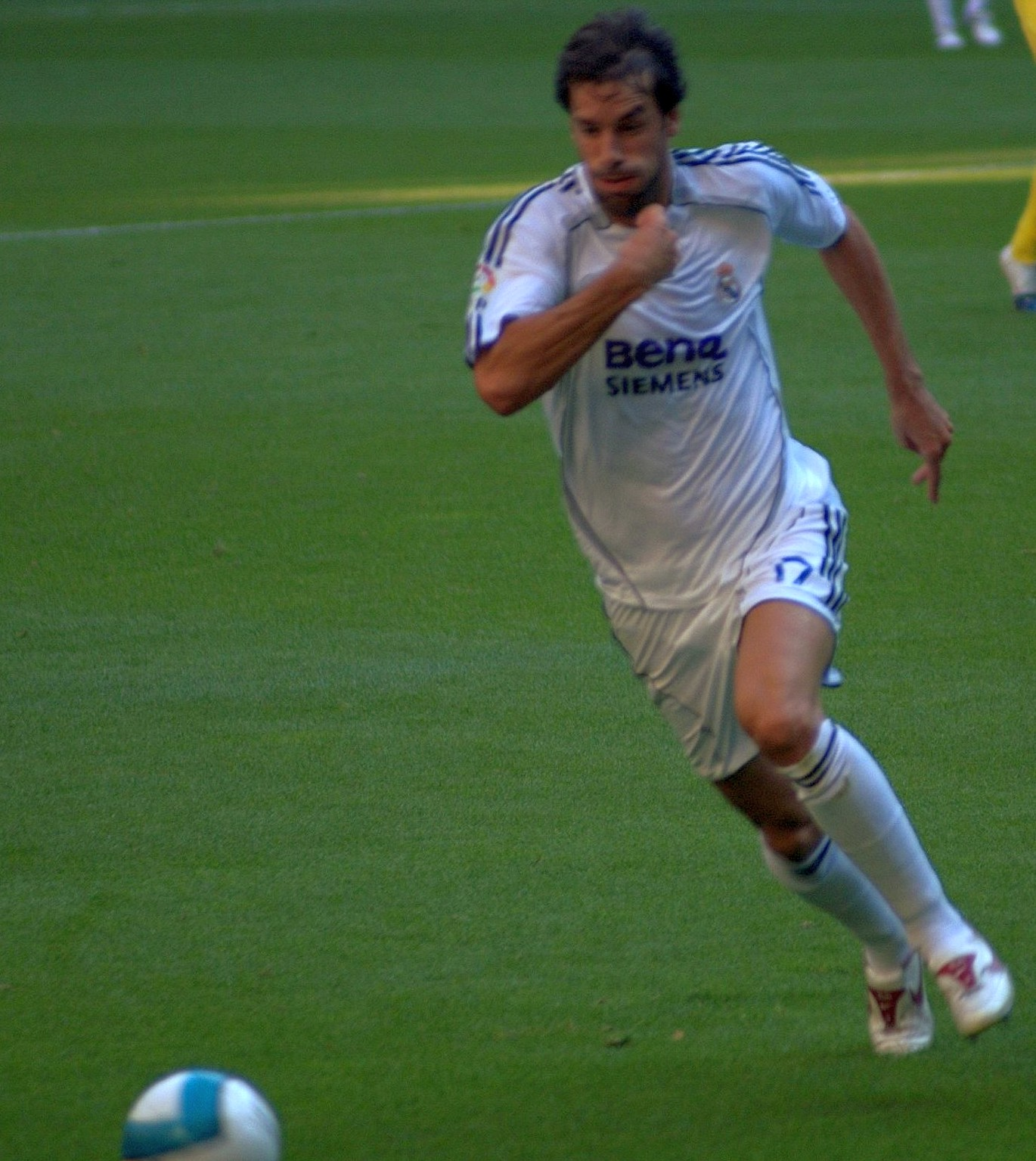
Van Nistelrooy pelo Real em dezembro de 2007

Quase duas semanas depois, no dia 28 de julho de 2006, foi oficializada a contratação de Nistelrooy por parte do Real Madrid. O clube espanhol pagou 24 milhões de euros pelo neerlandês, que, inicialmente, assinou um contrato de três anos. Na coletiva de imprensa durante sua apresentação, evitou falar em concorrência com Ronaldo e demonstrou entusiasmo para atuarem juntos:
| “ | Tenho muita vontade de jogar ao lado de Ronaldo. Ele é um fenômeno, seus números de atacante falam por si só. | ” |

#### Van Nistelrooy x Ronaldo
No entanto, apesar da empolgação, sua chegada ao Real foi um dos fatores que mais pesaram para Ronaldo decidir deixar o clube merengue. O atacante brasileiro, que já não vivia um grande momento em sua carreira e chegava a ser ridicularizado pelos seus próprios torcedores devido ao seu peso e má forma física, viu suas chances de permanecer no time titular irem por água abaixo após as primeiras partidas de Nistelrooy, fazendo com que os empresários do brasileiro forçassem a diretoria do Real Madrid a escolher entre ele ou o neerlandês. Como o Fenômeno não tinha espaço na equipe comandada por Fabio Capello, os diretores optaram por Nistelrooy e, seis meses após a contratação de Ruud, Ronaldo deixou o clube madrilenho rumo ao Milan.
Curiosamente, quando ainda jogava pelo Manchester United, Nistelrooy foi um dos protagonistas dos dois jogos entre os Diabos Vermelhos e os merengues, pelas quartas de final da Liga dos Campeões de 2002–03. No jogo de ida, em 8 de abril de 2003, o Real Madrid venceu por 3–1 no Santiago Bernabéu, com o único gol do United marcado por Nistelrooy. No jogo de volta, em 23 de abril, o neerlandês também marcou um gol na histórica vitória do United por 4–3 no Old Trafford, com os três gols do time madrilenho marcados por Ronaldo, que na época passava por um momento muito melhor de sua carreira. Ao final dos dois jogos, o Real Madrid se classificou, vencendo o clube inglês por 6–5 no agregado. O jogo de volta, realizado em Old Trafford, é considerado até hoje um dos melhores e mais emocionantes da história da Champions League. Apesar do Manchester United ter sido eliminado nas quartas de final da edição 2002–03 do torneio, Van Nistelrooy conseguiu ser o artilheiro, com 12 gols.

#### Primeiras temporadas no clube

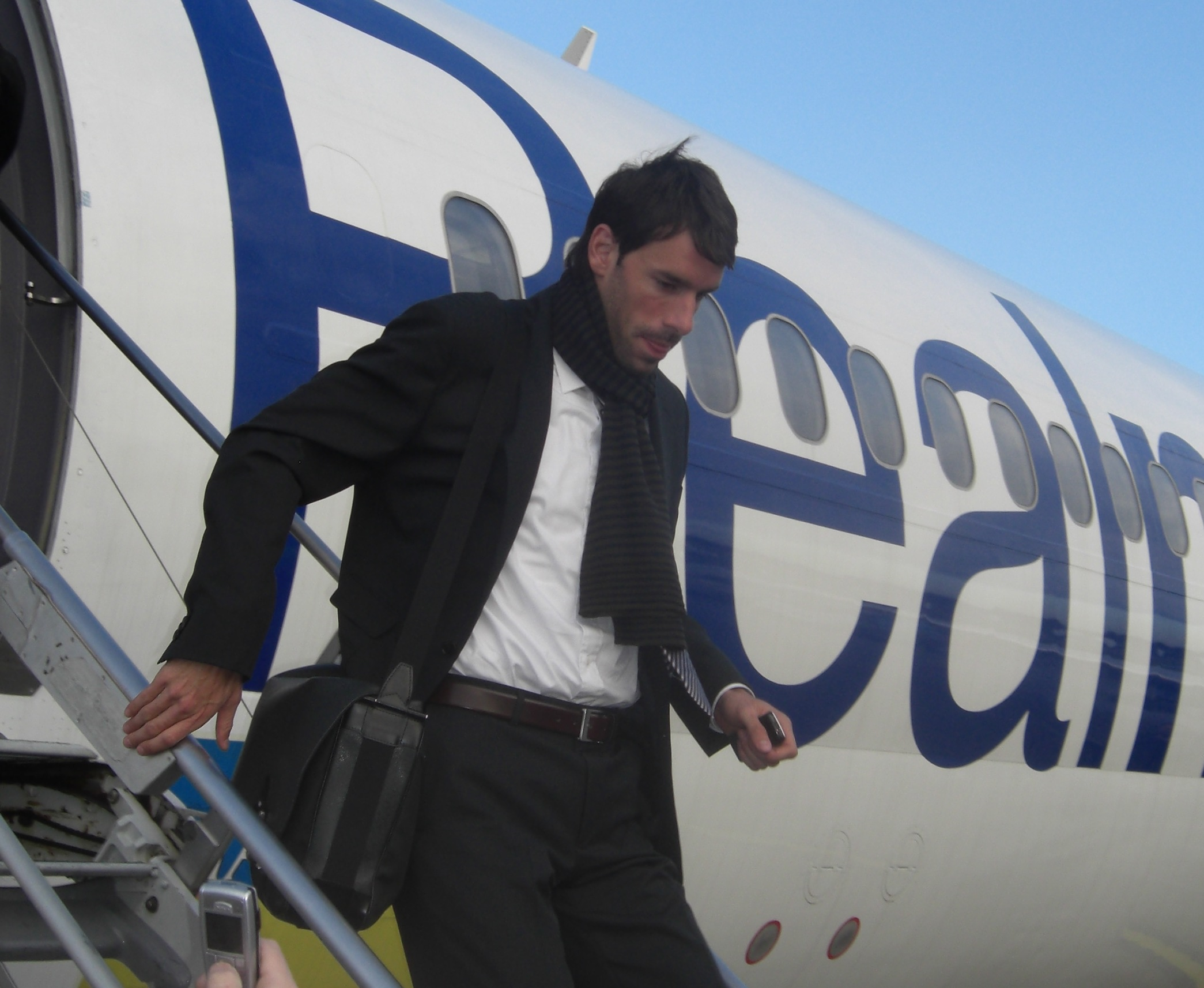
Van Nistelrooy retornando de viagem com o Real Madrid

Na temporada 2006–07, sua primeira pelo clube merengue, o atacante já chegou marcando gols. Em uma das suas primeiras partidas pelo time de Madrid, foi autor de um hat-trick contra o Levante e, em 12 de novembro, marcou quatro gols contra o Osasuna. Van Nistelrooy teve uma enorme contribuição na conquista da La Liga, sendo o artilheiro do campeonato, com 25 gols, e conquistando o Troféu Pichichi, entregue pelo jornal espanhol Marca ao artilheiro da temporada. Pela grande contribuição que teve neste título, esteve mais uma vez presente na lista dos Melhores Jogadores do Mundo, feita pela FIFA, desta vez ficando na 17ª posição.
O neerlandês perdeu grande parte da temporada 2007–08 devido a uma cirurgia sofrida no tornozelo, em março de 2008. Nistelrooy retornou no El Clásico, contra o Barcelona, no dia 7 de maio, marcando um gol de pênalti. Atrapalhado por seguidas lesões, não conseguiu a artilharia da La Liga, que acabou ficando com Daniel Güiza, do Mallorca. Ruud marcou, ao todo, 20 gols (16 pela La Liga) em 32 jogos e teve seu contrato renovado com o Real até 2010.

#### Seguidas lesões
Van Nistelrooy iniciou a temporada 2008–09 marcando gols, porém, em novembro de 2008, o Real Madrid anunciou que o atacante perderia o resto da temporada, após uma artroscopia detectar uma contusão no menisco do seu joelho direito. A previsão inicial de recuperação era de seis a nove meses, segundo o especialista Richard Steadman, o mesmo que já tinha operado o joelho de Nistelrooy, em 2000, quando sofreu outra grave lesão, apenas um dia após sua contratação pelo Manchester United. Devido a essa lesão, Nistelrooy fechou esta temporada com dez gols em dez aparições pelos merengues.
Na pré-temporada 2009–10, o jogador retornou aos campos após quase um ano lesionado, jogando os últimos quinze minutos do amistoso contra o Rosenborg, substituindo o brasileiro Kaká. Em seu retorno por partidas oficiais, entrou no lugar do português Cristiano Ronaldo aos 34 minutos do segundo tempo e foi o autor de um dos gols do Real Madrid na vitória por 5 a 0 sobre o Xerez, em 20 de setembro de 2009. Porém, logo no dia seguinte ao seu retorno oficial aos gramados, foi descoberta uma nova lesão em Van Nistelrooy, dessa vez no músculo reto anterior da coxa esquerda, e o neerlandês ficou em recuperação durante cinco semanas. Em 27 de outubro, mais de um mês após sua lesão, fez o seu segundo retorno na temporada, substituindo Raúl González aos 71 minutos do jogo contra o Alcorcón, pela Copa do Rei. O modesto clube da cidade de Alcorcón viria a surpreender a Espanha ao eliminar o Real Madrid do torneio, vencendo por 4–0 em sua casa, o Municipal de Santo Domingo, e sendo derrotado por 1–0 no Estádio Santiago Bernabéu.
Nistelrooy era a terceira opção entre os centroavantes do elenco merengue, atrás de Karim Benzema e Gonzalo Higuaín. Devido às poucas chances no time titular, vinha sendo especulado em outros clubes europeus, entre eles o Arsenal e o Olympiacos.
No Real Madrid, o neerlandês jogou 96 vezes e marcou 64 gols, sendo fundamental no bicampeonato espanhol nas temporadas 2006–07 e 2007–08.

### Hamburgo
Descontente com a falta de espaço no elenco do Real, Van Nistelrooy acabou acertando, em 23 de janeiro de 2010, com a equipe alemã do Hamburgo, recebendo a camisa de número 22.
Fez sua estreia pelo clube durante o segundo turno da temporada 2009–10, saindo do banco nos últimos minutos do empate em 3–3 contra o Colônia, em 6 de fevereiro de 2010. Finalizou a temporada com um total de sete gols em 18 jogos, sendo cinco deles pela Bundesliga e dois pela Liga Europa.
O início da temporada 2010–11 lembrou o auge de sua carreira. Van Nistelrooy marcou um hat-trick na vitória sobre o Torgelower SV Greif, pela Copa da Alemanha, em 15 de agosto de 2010. Na abertura da Bundesliga, marcou os dois gols da vitória por 2–1 sobre o Schalke 04. Em janeiro de 2011, em um amistoso contra o Ajax, o atacante voltou a fazer um hat-trick e o Hamburgo acabou vencendo por 4–2. Ainda neste mês, durante a janela de transferências do inverno europeu, o nome de Nistelrooy esteve muito envolvido numa provável transferência para o Real Madrid. As especulações foram tão fortes que o jogador chegou a dar entrevistas alegando que tinha o desejo de retornar ao clube, fato que revoltou a torcida do Hamburgo. Entretanto, a transferência acabou não acontecendo, já que a diretoria do clube alemão não liberou o jogador.

### Málaga

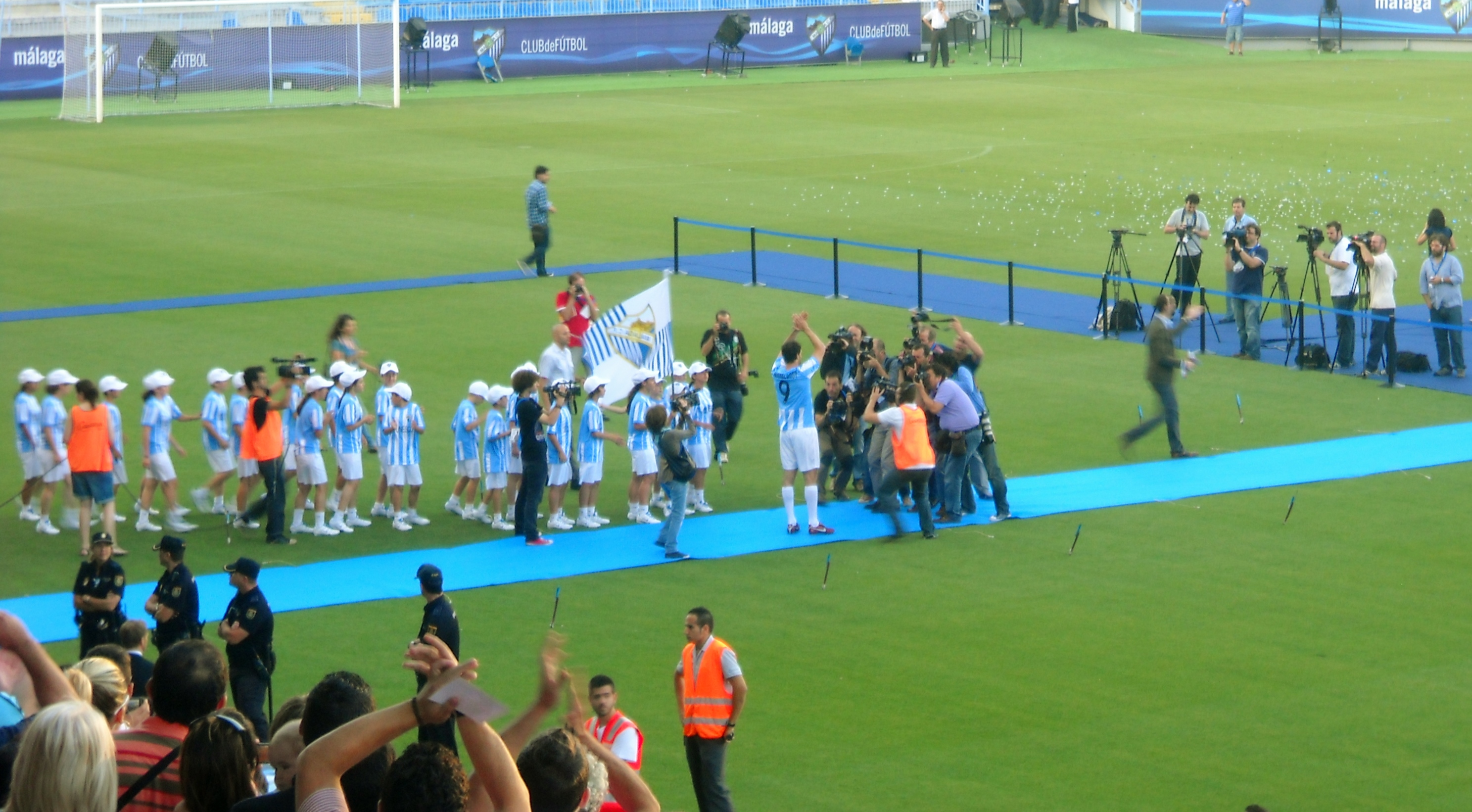
Apresentação de Van Nistelrooy no Málaga, em junho de 2011

No dia 2 de junho de 2011, o Málaga anunciou sua contratação a custo zero. Nistelrooy recebeu a camisa de número 9 do clube.
Em 14 de maio de 2012, aos 35 anos de idade e após ajudar o Málaga a se classificar para a Liga dos Campeões, Ruud anunciou sua aposentadoria definitiva do futebol, afirmando ter chegado a seu limite como atleta profissional. Nistelrooy se sentiu bem por estar parando num bom momento, sem lesões e quando acabara de realizar o sonho do Málaga de estar na Champions. Ao término da partida, o goleador saiu de campo ovacionado por jogadores, torcedores e familiares.
| “ | O jogo do último domingo (diante do Sporting Gijón) foi o último que fiz como profissional. O meu grande sonho era jogar a Champions pelo Málaga, mas chegou a hora do adeus. Jogar no mais alto nível me obriga a reconhecer que, fisicamente, cheguei ao limite. (...) Estou orgulhoso de ter ganhado títulos coletivos e individuais graças a meus companheiros. Mas para mim a maior satisfação foi o trabalho que fiz ano após ano, me preparando para chegar ao nível mais alto possível. | ” |

## Seleção Nacional

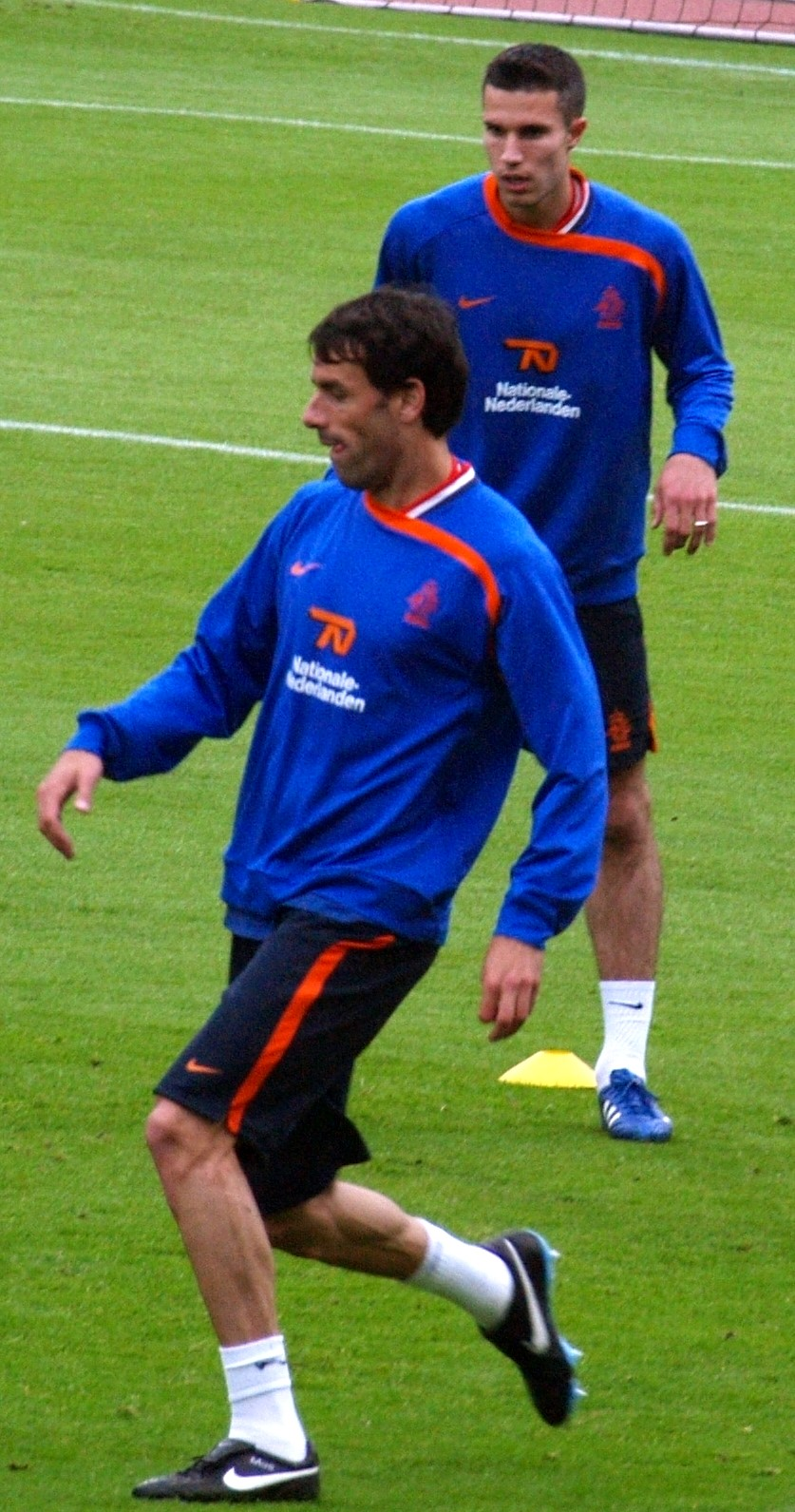
Van Nistelrooy e Robin van Persie, seu parceiro de ataque na Copa do Mundo de 2006 e na Euro 2008

Seu primeiro torneio com a Seleção Neerlandesa foi a Euro 2004, onde, junto com Milan Baroš, conseguiu o feito de marcar gols em todos os jogos da primeira fase. Os Países Baixos foram eliminados nas semifinais por Portugal, país-sede do torneio.
Como os neerlandeses não conseguiram se classificar para a Copa do Mundo de 2002, Van Nistelrooy teve de esperar mais quatro anos para jogar sua primeira e única Copa do Mundo FIFA.

### Copa do Mundo de 2006
Foi convocado por Marco van Basten para a disputa da Copa do Mundo, onde os Países Baixos caíram em um grupo muito equilibrado, o Grupo C, que tinha ainda Argentina, Costa do Marfim e Sérvia e Montenegro. Este foi considerado o "grupo da morte" nesta edição do torneio, mas a Sérvia terminaria a Copa 2006 com a pior campanha dentre todas as seleções participantes, após ser derrotada em todos os três jogos, incluindo um 6–0 contra a Argentina.

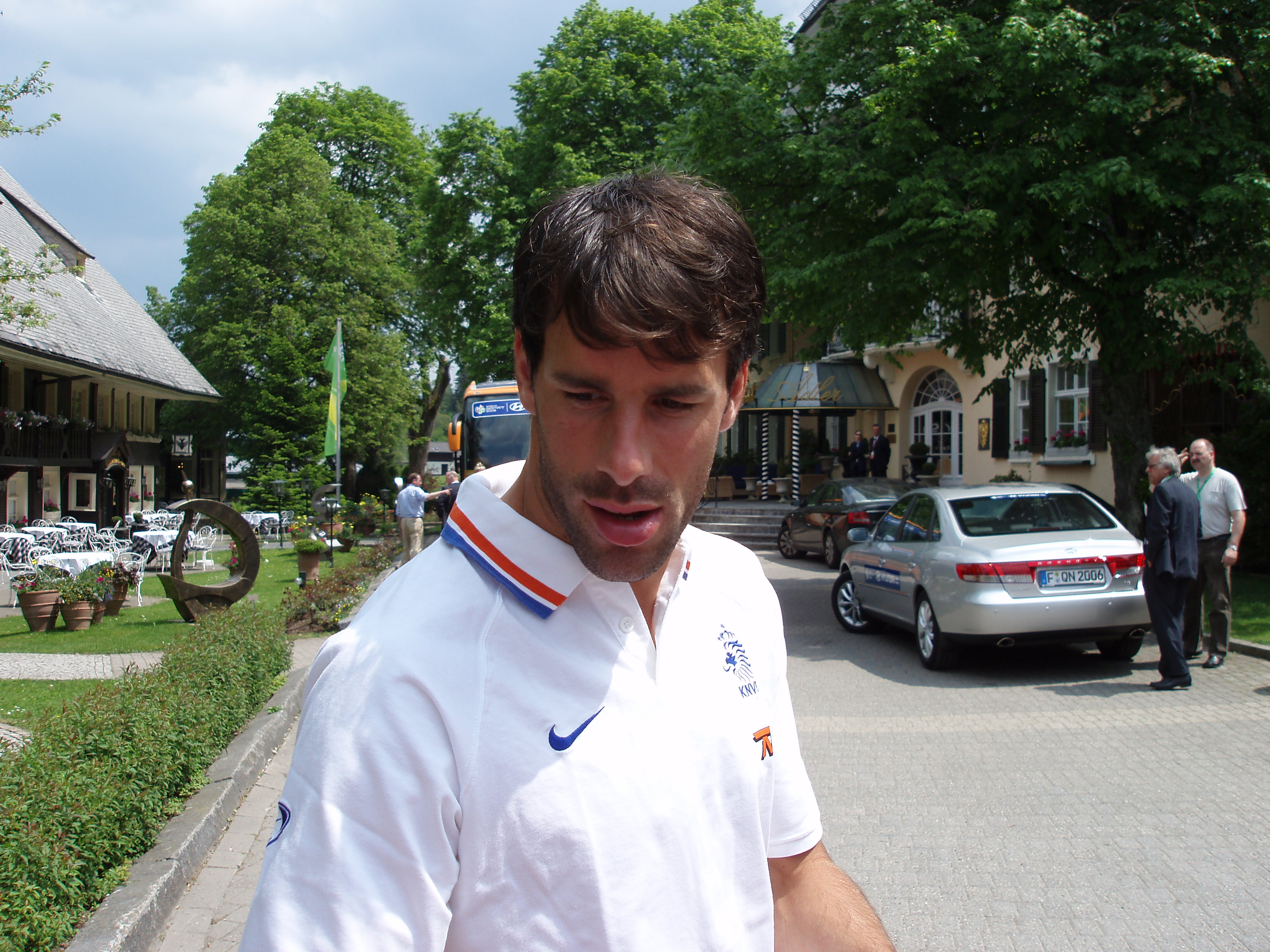
O jogador com sua Seleção durante a Copa de 2006

Nistelrooy começou e foi substituído em todos os jogos da fase de grupos, marcando seu único gol na Copa na vitória por 2–1 sobre a Costa do Marfim. Os Países Baixos se classificaram como segundo colocado do grupo C, perdendo para a Argentina apenas no saldo de gols.
De acordo com os cruzamentos pré-definidos das oitavas de final, os Países Baixos enfrentaram a primeira colocada do Grupo D, a Seleção Portuguesa, que havia se classificado com 100% de aproveitamento na fase de grupos, sofrendo apenas um gol. Após um grupo dificílimo na primeira fase, esta era mais uma "pedreira" para a Laranja, já que os portugueses também eram apontados como um dos favoritos à conquista do título. A maioria imaginava que Nistelrooy começaria como titular neste jogo, assim como havia sido na fase de grupos, mas o treinador Van Basten surpreendeu na escalação inicial, optando por deixar Nistelrooy no banco de reservas, e sequer o colocou no decorrer da partida, causando grande revolta por parte dos torcedores neerlandeses e fãs do jogador. A revolta foi ainda maior quando Maniche abriu o placar para os portugueses, aos 23 minutos de jogo, que não teve mais nenhum gol. Os Países Baixos estavam eliminados da Copa do Mundo de 2006. A partida, conhecida como Batalha de Nuremberg, é lembrada até hoje não só pela frustrante derrota neerlandesa, mas também pelo alto número de cartões (quatro vermelhos e oito amarelos), sendo apontada como uma das mais violentas da história das Copas do Mundo. Os portugueses viriam a ser semifinalistas do torneio, sendo eliminados após a vitória da França por 1–0, graças ao gol de pênalti de um inspirado Zinédine Zidane, que viria a ser eleito o melhor jogador do torneio.

#### Pós-Copa
Após a precoce eliminação da Países Baixos na Copa do Mundo, surgiram boatos de que Nistelrooy e Van Basten teriam se desentendido momentos antes do jogo das oitavas de final contra Portugal, e que por este motivo o treinador não teria o colocado em campo contra os portugueses.
No dia 23 de janeiro de 2007, Van Nistelrooy anunciou que não jogaria mais pela Laranja enquanto esta fosse comandada por Van Basten. No entanto, após várias conversas ao telefone com o veterano e ex-companheiro de clube Edwin van der Sar, Ruud se convenceu a ter uma conversa em particular com Van Basten e, quatro meses depois, retornou à Seleção.

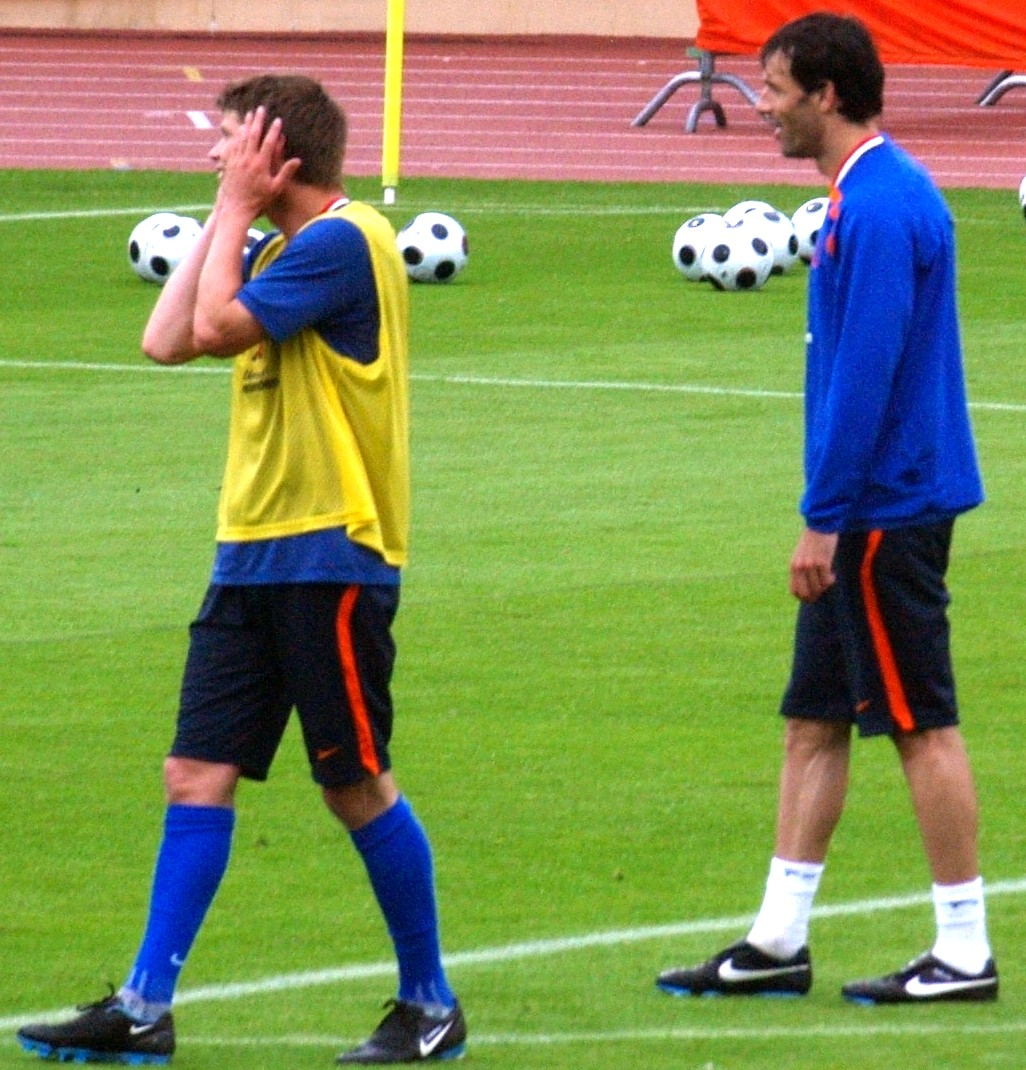
Ruud van Nistelrooy (à direita) e Klaas-Jan Huntelaar durante um treino em 2008

### Euro 2008
Foi novamente convocado por Marco van Basten, desta vez para a disputa da Euro 2008. Assim como na Copa de 2006, os Países Baixos haviam caído num grupo complicadíssimo, com Itália, França e Romênia.
Os Países Baixos conseguiram passar sem dificuldades para a segunda fase, vencendo facilmente os três jogos da fase de grupos, com um gol marcado por Nistelrooy na vitória por 3–0 sobre a Itália. Este feito arrancou muitos elogios da imprensa esportiva mundial para a Seleção, que era apontada como grande favorita após o final da primeira fase. Surpreendendo a todos, os neerlandeses foram mais uma vez eliminados precocemente, após a derrota por 3–1 para a Rússia, comandada por Andrey Arshavin, logo no primeiro jogo da segunda fase. A Rússia foi eliminada no jogo seguinte, ao ser derrotada por 3–0 pela Espanha, e os espanhóis foram campeões do torneio.

### Aposentadoria
No dia 4 de agosto de 2008, Van Nistelrooy anunciou oficialmente sua aposentadoria da Seleção Nacional. Até então, havia atuado durante dez anos pela Laranja, com 33 gols marcados em 64 jogos, se fixando entre os maiores artilheiros da história de sua Seleção, como Patrick Kluivert, Dennis Bergkamp e Johan Cruijff.
Por conta disto, acabou ficando fora da lista de Bert van Marwijk para a Copa do Mundo de 2010, torneio em que os Países Baixos foram finalistas e acabaram derrotados pela Espanha.

### Retorno
Após a Copa do Mundo, Van Nistelrooy voltou atrás em sua aposentadoria da Seleção ao ser convocado para substituir o então lesionado Robin van Persie nos jogos das Eliminatórias para a Euro 2012, frente às Seleções de San Marino e da Finlândia. Contra San Marino, em 3 de setembro de 2010, marcou seu 34º gol pela Seleção, o último da goleada por 5–0.
No ano seguinte, num jogo contra a Hungria, no dia 29 de março, chegou a marca de um gol a cada dois jogos, marcando seu 35º gol em 70 jogos pela Seleção, o terceiro da vitória por 5–3.

## Carreira como treinador

### PSV
Foi anunciado pelo PSV Eindhoven no dia 30 de março de 2022, iniciando sua carreira como técnico e assinando por três temporadas. Após alguns amistosos de pré-temporada, estreou oficialmente pela equipe no dia 30 de julho, na goleada por 5–3 contra o Ajax, em jogo válido pela Supercopa da Holanda. Com a vitória, Van Nistelrooy conquistou seu primeiro título como treinador. Sua segunda conquista veio em abril de 2023, após o PSV superar o Ajax na final da Copa dos Países Baixos. Na ocasião, as equipes empataram por 1–1 no tempo normal, mas o PSV venceu por 3–2 nos pênaltis.
Mesmo com o bom desempenho e os dois títulos conquistados na temporada, além da segunda colocação na Eredivisie, Van Nistelrooy pediu demissão e deixou o clube no dia 24 de maio, após um empate com o Heerenveen. A saída aconteceu depois de rumores sobre críticas de jogadores do elenco em relação ao trabalho do treinador.

### Manchester United (auxiliar e interino)
Após sua saída do PSV, Ruud teve a oportunidade de ingressar a comissão técnica do Manchester United. Inicialmente, a vontade do neerlandês era continuar sendo um treinador principal, mas o cargo já era ocupado pelo seu compatriota Erik ten Hag. No entanto, mesmo com esse desejo inicial, o ex-atacante aceitou a proposta e se tornou um dos auxiliares do técnico da equipe inglesa em 11 de julho de 2024.
No dia 28 de outubro de 2024, após a demissão de ten Hag, Nistelrooy assumiu o United como interino enquanto o clube procurava um novo treinador. Sua estreia aconteceu dois dias depois, contra o Leicester. Na ocasião, o clube fazia sua segunda partida na Copa da Liga Inglesa. O jogo foi plenamente controlado pela equipe do United, que viu Casemiro, Alejandro Garnacho e Bruno Fernandes balançarem as redes na goleada por 5–2 no Old Trafford. Naquele mesmo período, o clube de Manchester já estava em negociações avançadas com o português Rúben Amorim, e a tendência era que Ruud deixasse comando dos Red Devils após a Data FIFA de novembro.
Em seu período comandando o time, Ruud conseguiu manter a invencibilidade em todos os quatro jogos: venceu o Leicester na Copa da Liga Inglesa, empatou com o Chelsea na Premier League, venceu o PAOK na Liga Europa e novamente obteve a vitória diante do Leicester na Copa da Liga. Sua equipe mandou todos os jogos no Old Trafford e sofreu apenas três gols nesse período, tendo marcado outros onze.
A chegada de Amorim e sua comissão técnica fez Van Nistelrooy não ter seu trabalho continuado na equipe vermelha. O desejo do ex-atacante era de permanecer, mesmo que como auxiliar técnico do português, mas a diretoria do Manchester optou por demiti-lo.
| “                                                      | Na época em que assumi como interino, o que eu disse foi que queria ajudar o United e que ficaria para ajudar o United, e falei sério. Fiquei muito decepcionado e me doeu ter que sair. O único trabalho que teria aceitado como assistente técnico seria no United devido ao vínculo que tenho com as pessoas do clube e com os torcedores. | ” |
| — Van Nistelrooy, sobre sua saída do Manchester United | |   |

### Leicester
Foi anunciado como novo treinador do Leicester no dia 29 de novembro de 2024, substituindo Steve Cooper. Van Nistelrooy estreou pela nova equipe no dia 3 de dezembro, no King Power Stadium, e viu Jamie Vardy abrir o placar com apenas um minuto e 38 segundos de partida. No fim, o Leicester venceu o West Ham por 3–1, em jogo válido pela Premier League.
Em 27 de junho de 2025, ao final da temporada que rebaixou o time na Premier League, o neerlandês deixou o clube em comum acordo. Com Van Nistelrooy no comando, o Leicester teve cinco vitórias, quatro empates e 18 derrotas em 27 partidas.

## Vida pessoal
Nistelrooy casou-se com sua namorada, Leontien Slaats, em julho de 2004. Em setembro de 2006, Leontien deu à luz a primeira criança do casal, uma menina chamada Moa Annette. Em março de 2008 nasceu o segundo filho do casal, um menino chamado Liam. Sua religião é o catolicismo.

### Trabalhos sociais
Van Nistelrooy e sua esposa são muito envolvidos em trabalhos sociais de caridade. Um deles é a Aldeia de Crianças SOS, uma organização internacional que existe desde 1949 e busca o desenvolvimento proteção dos interesses e direitos da criança. Van Nistelrooy foi oficialmente nomeado pela FIFA como o embaixador desta instituição nos Países Baixos, em 1 de setembro de 2000.
No dia 17 de novembro de 2009, Van Nistelrooy e sua esposa fizeram um evento com o objetivo de ajudar a instituição Ciudad Real Madrid. Após o evento, foi criado um calendário que foi vendido em benefício da organização.

## Estatísticas como jogador
Atualizadas até a data de sua aposentadoria

### Clubes
| Equipe            | Temporada         | Campeonato nacional | Campeonato nacional | Copa nacional | Copa nacional | Copa da Liga | Copa da Liga | Competições continentais | Competições continentais | Outros torneios | Outros torneios | Total | Total |
| Equipe            | Temporada         | Jogos               | Gols                | Jogos         | Gols          | Jogos        | Gols         | Jogos                    | Gols                     | Jogos           | Gols            | Jogos | Gols  |
| ----------------- | ----------------- | ------------------- | ------------------- | ------------- | ------------- | ------------ | ------------ | ------------------------ | ------------------------ | --------------- | --------------- | ----- | ----- |
| Den Bosch         | 1993–94           | 2                   | 0                   | —             | —             | —            | —            | —                        | —                        | —               | —               | 2     | 0     |
| Den Bosch         | 1994–95           | 15                  | 3                   | 2             | 3             | —            | —            | —                        | —                        | —               | —               | 17    | 6     |
| Den Bosch         | 1995–96           | 21                  | 2                   | —             | —             | —            | —            | —                        | —                        | —               | —               | 21    | 2     |
| Den Bosch         | 1996–97           | 31                  | 12                  | —             | —             | —            | —            | —                        | —                        | —               | —               | 31    | 12    |
| Den Bosch         | Total             | 69                  | 17                  | 2             | 3             | —            | —            | —                        | —                        | —               | —               | 71    | 20    |
| Heerenveen        | 1997–98           | 31                  | 13                  | 5             | 3             | —            | —            | —                        | —                        | —               | —               | 36    | 16    |
| Heerenveen        | Total             | 31                  | 13                  | 5             | 3             | —            | —            | —                        | —                        | —               | —               | 36    | 16    |
| PSV Eindhoven     | 1998–99           | 34                  | 31                  | 5             | 1             | —            | —            | 7                        | 6                        | —               | —               | 46    | 38    |
| PSV Eindhoven     | 1999–00           | 23                  | 29                  | 2             | 0             | —            | —            | 8                        | 3                        | —               | —               | 33    | 32    |
| PSV Eindhoven     | 2000–01           | 10                  | 2                   | 2             | 3             | —            | —            | —                        | —                        | —               | —               | 12    | 5     |
| PSV Eindhoven     | Total             | 67                  | 62                  | 9             | 4             | —            | —            | 15                       | 9                        | —               | —               | 91    | 75    |
| Manchester United | 2001–02           | 32                  | 23                  | 2             | 2             | 0            | 0            | 14                       | 10                       | 1               | 1               | 49    | 36    |
| Manchester United | 2002–03           | 34                  | 25                  | 3             | 4             | 4            | 1            | 11                       | 14                       | 0               | 0               | 52    | 44    |
| Manchester United | 2003–04           | 32                  | 20                  | 4             | 6             | 0            | 0            | 7                        | 4                        | 1               | 0               | 44    | 30    |
| Manchester United | 2004–05           | 17                  | 6                   | 3             | 2             | 0            | 0            | 7                        | 8                        | 0               | 0               | 27    | 16    |
| Manchester United | 2005–06           | 35                  | 21                  | 2             | 0             | 2            | 1            | 8                        | 2                        | 0               | 0               | 47    | 24    |
| Manchester United | Total             | 150                 | 95                  | 14            | 14            | 6            | 2            | 47                       | 38                       | 2               | 1               | 219   | 150   |
| Real Madrid       | 2006–07           | 37                  | 25                  | 3             | 2             | —            | —            | 7                        | 6                        | 0               | 0               | 47    | 33    |
| Real Madrid       | 2007–08           | 24                  | 16                  | 1             | 0             | —            | —            | 7                        | 4                        | 1               | 0               | 33    | 20    |
| Real Madrid       | 2008–09           | 6                   | 4                   | 0             | 0             | —            | —            | 4                        | 3                        | 2               | 3               | 12    | 10    |
| Real Madrid       | 2009–10           | 1                   | 1                   | 2             | 0             | —            | —            | 1                        | 0                        | 0               | 0               | 4     | 1     |
| Real Madrid       | Total             | 68                  | 46                  | 6             | 2             | —            | —            | 19                       | 13                       | 3               | 3               | 96    | 64    |
| Hamburgo          | 2009–10           | 11                  | 5                   | 0             | 0             | —            | —            | 7                        | 2                        | 0               | 0               | 18    | 7     |
| Hamburgo          | 2010–11           | 25                  | 7                   | 1             | 3             | —            | —            | 0                        | 0                        | 0               | 0               | 26    | 10    |
| Hamburgo          | Total             | 36                  | 12                  | 1             | 3             | —            | —            | 7                        | 2                        | 0               | 0               | 44    | 17    |
| Málaga            | 2011–12           | 28                  | 4                   | 4             | 1             | —            | —            | 0                        | 0                        | 0               | 0               | 32    | 5     |
| Málaga            | Total             | 28                  | 4                   | 4             | 1             | —            | —            | 0                        | 0                        | 0               | 0               | 32    | 5     |
| Total na carreira | Total na carreira | 449                 | 249                 | 41            | 30            | 6            | 2            | 88                       | 62                       | 5               | 4               | 589   | 347   |

### Seleção Nacional
| Seleção       | Ano  | Amistoso | Amistoso | Competições internacionais | Competições internacionais | Total | Total   | Gol(o)s por jogo |
| Seleção       | Ano  | Jogos    | Gol(o)s  | Jogos                      | Gol(o)s                    | Jogos | Gol(o)s | Gol(o)s por jogo |
| ------------- | ---- | -------- | -------- | -------------------------- | -------------------------- | ----- | ------- | ---------------- |
| Países Baixos | 1998 | 1        | 0        | 0                          | 0                          | 1     | 0       | 0                |
| Países Baixos | 1999 | 8        | 1        | 0                          | 0                          | 8     | 1       | 0.125            |
| Países Baixos | 2000 | 1        | 0        | 0                          | 0                          | 1     | 0       | 0                |
| Países Baixos | 2001 | 2        | 1        | 5                          | 6                          | 7     | 7       | 1                |
| Países Baixos | 2002 | 3        | 1        | 1                          | 0                          | 4     | 1       | 0.25             |
| Países Baixos | 2003 | 2        | 0        | 6                          | 5                          | 8     | 5       | 0.625            |
| Países Baixos | 2004 | 4        | 0        | 7                          | 6                          | 11    | 6       | 0.545            |
| Países Baixos | 2005 | 1        | 0        | 8                          | 5                          | 9     | 5       | 0.556            |
| Países Baixos | 2006 | 2        | 2        | 3                          | 1                          | 5     | 3       | 0.6              |
| Países Baixos | 2007 | 1        | 0        | 4                          | 2                          | 5     | 2       | 0.4              |
| Países Baixos | 2008 | 2        | 1        | 3                          | 2                          | 5     | 3       | 0.6              |
| Países Baixos | 2010 | 0        | 0        | 3                          | 1                          | 3     | 1       | 0.333            |
| Países Baixos | 2011 | 1        | 0        | 2                          | 1                          | 3     | 1       | 0.333            |
| Total         |      | 28       | 6        | 42                         | 29                         | 70    | 35      | 0.5              |

| #   | Data                   | Local                     | Adversário       | Placar | Resultado | Competição                  |
| --- | ---------------------- | ------------------------- | ---------------- | ------ | --------- | --------------------------- |
| 1.  | 28 de abril de 1999    | Arnhem, Países Baixos     | Marrocos         | 1–2    | 1–2       | Amistoso                    |
| 2.  | 25 de abril de 2001    | Eindhoven, Países Baixos  | Chipre           | 4–0    | 4–0       | Elim. Copa do Mundo de 2002 |
| 3.  | 2 de junho de 2001     | Tallinn, Estônia          | Estônia          | 2–2    | 2–4       | Elim. Copa do Mundo de 2002 |
| 4.  | 2 de junho de 2001     | Tallinn, Estônia          | Estônia          | 2–3    | 2–4       | Elim. Copa do Mundo de 2002 |
| 5.  | 15 de agosto de 2001   | Londres, Inglaterra       | Inglaterra       | 0–2    | 0–2       | Amistoso                    |
| 6.  | 5 de setembro de 2001  | Eindhoven, Países Baixos  | Estônia          | 5–0    | 5–0       | Elim. Copa do Mundo de 2002 |
| 7.  | 6 de outubro de 2001   | Arnhem, Países Baixos     | Andorra          | 3–0    | 4–0       | Elim. Copa do Mundo de 2002 |
| 8.  | 6 de outubro de 2001   | Arnhem, Países Baixos     | Andorra          | 4–0    | 4–0       | Elim. Copa do Mundo de 2002 |
| 9.  | 20 de novembro de 2002 | Gelsenkirchen, Alemanha   | Alemanha         | 1–3    | 1–3       | Amistoso                    |
| 10. | 29 de março de 2003    | Roterdão, Países Baixos   | República Tcheca | 1–0    | 1–1       | Elim. Euro 2004             |
| 11. | 2 de abril de 2003     | Tiraspol, Moldávia        | Moldávia         | 1–1    | 1–2       | Elim. Euro 2004             |
| 12. | 19 de novembro de 2003 | Amesterdão, Países Baixos | Escócia          | 3–0    | 6–0       | Elim. Euro 2004             |
| 13. | 19 de novembro de 2003 | Amesterdão, Países Baixos | Escócia          | 4–0    | 6–0       | Elim. Euro 2004             |
| 14. | 19 de novembro de 2003 | Amesterdão, Países Baixos | Escócia          | 6–0    | 6–0       | Elim. Euro 2004             |
| 15. | 15 de junho de 2004    | Porto, Portugal           | Alemanha         | 1–1    | 1–1       | Euro 2004                   |
| 16. | 19 de junho de 2004    | Aveiro, Portugal          | República Tcheca | 2–0    | 2–3       | Euro 2004                   |
| 17. | 23 de junho de 2004    | Braga, Portugal           | Letônia          | 1–0    | 3–0       | Euro 2004                   |
| 18. | 23 de junho de 2004    | Braga, Portugal           | Letônia          | 2–0    | 3–0       | Euro 2004                   |
| 19. | 13 de outubro de 2004  | Amesterdão, Países Baixos | Finlândia        | 2–1    | 3–1       | Elim. Copa do Mundo de 2006 |
| 20. | 13 de outubro de 2004  | Amesterdão, Países Baixos | Finlândia        | 3–1    | 3–1       | Elim. Copa do Mundo de 2006 |
| 21. | 30 de março de 2005    | Eindhoven, Países Baixos  | Armênia          | 2–0    | 2–0       | Elim. Copa do Mundo de 2006 |
| 22. | 8 de junho de 2005     | Helsinque, Finlândia      | Finlândia        | 0–1    | 0–4       | Elim. Copa do Mundo de 2006 |
| 23. | 3 de setembro de 2005  | Erevan, Armênia           | Armênia          | 0–1    | 0–1       | Elim. Copa do Mundo de 2006 |
| 24. | 7 de setembro de 2005  | Eindhoven, Países Baixos  | Andorra          | 3–0    | 4–0       | Elim. Copa do Mundo de 2006 |
| 25. | 7 de setembro de 2005  | Eindhoven, Países Baixos  | Andorra          | 4–0    | 4–0       | Elim. Copa do Mundo de 2006 |
| 26. | 27 de maio de 2006     | Roterdão, Países Baixos   | Camarões         | 1–0    | 1–0       | Amistoso                    |
| 27. | 4 de junho de 2006     | Roterdão, Países Baixos   | Austrália        | 1–0    | 1–1       | Amistoso                    |
| 28. | 16 de junho de 2006    | Estugarda, Alemanha       | Costa do Marfim  | 2–0    | 2–1       | Copa do Mundo de 2006       |
| 29. | 8 de setembro de 2007  | Amesterdão, Países Baixos | Bulgária         | 2–0    | 2–0       | Elim. Euro 2008             |
| 30. | 12 de setembro de 2007 | Tirana, Albânia           | Albânia          | 0–1    | 0–1       | Elim. Euro 2008             |
| 31. | 29 de maio de 2008     | Eindhoven, Países Baixos  | Dinamarca        | 1–0    | 1–1       | Amistoso                    |
| 32. | 9 de junho de 2008     | Berna, Suíça              | Itália           | 1–0    | 3–0       | Euro 2008                   |
| 33. | 21 de junho de 2008    | Basileia, Suíça           | Rússia           | 1–1    | 1–3       | Euro 2008                   |
| 34. | 3 de setembro de 2010  | Serravalle, San Marino    | San Marino       | 0–5    | 0–5       | Elim. Euro 2012             |
| 35. | 29 de março de 2011    | Amesterdão, Países Baixos | Húngria          | 3–2    | 5–3       | Elim. Euro 2012             |

## Títulos como jogador

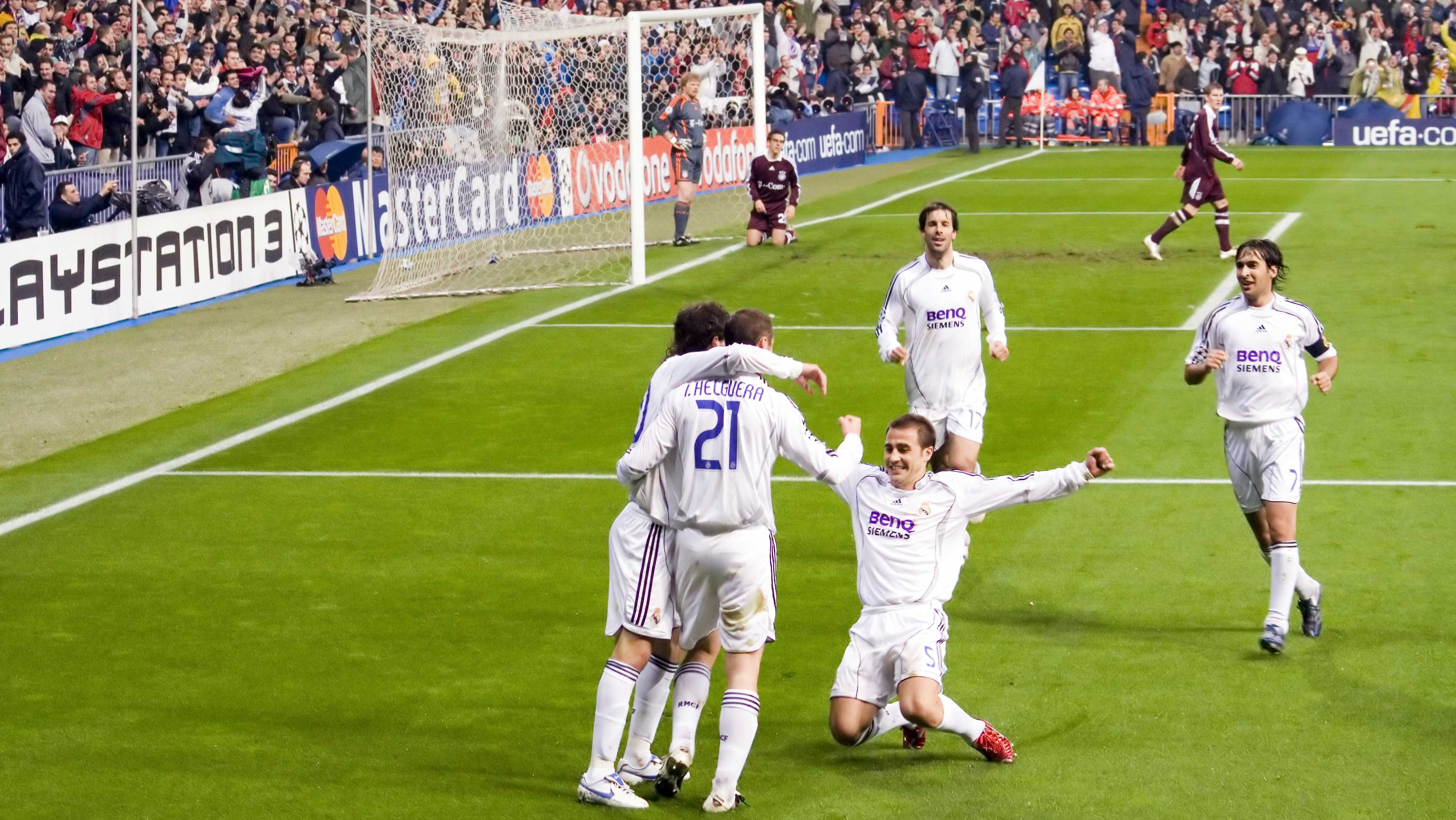
Van Nistelrooy comemorando um gol com Iván Helguera e outros companheiros de Real Madrid

PSV Eindhoven
- Supercopa dos Países Baixos: 1998
- Eredivisie: 1999–00 e 2000–01

Manchester United
- Premier League: 2002–03
- Supercopa da Inglaterra: 2003
- Copa da Inglaterra: 2003–04
- Copa da Liga Inglesa: 2005–06

Real Madrid
- La Liga: 2006–07 e 2007–08
- Supercopa da Espanha: 2008

### Prêmios individuais
- Jogador do ano na Eredivisie: 1999 e 2000
- Jogador Inglês do ano pela PFA: 2001–02
- Maior Artilheiro Internacional do Mundo pela IFFHS: 2002 (14 gols)
- Chuteira de Ouro da Premier League: 2002–03
- Jogador do mês na Premier League: dezembro de 2001, fevereiro de 2002 e abril de 2003
- Gol(o) do mês na Premier League: março de 2003
- Barclaycard jogador do ano: 2002
- Sir Matt Busby jogador do ano (jogador do ano no Manchester United): 2001–02 e 2002–03
- Atacante da temporada na Liga dos Campeões da UEFA: 2001–02
- Atacante da temporada da UEFA: 2002–03
- FIFA 100[60]
- Troféu Pichichi: 2006–07

### Artilharias
- Eredivisie: 1998–99 (31 gols) e  1999–00 (29 gols)
- Premier League: 2002–03 (25 gols)
- La Liga: 2006–07 (25 gols)
- Liga dos Campeões da UEFA: 2001–02 (10 gols), 2002–03 (12 gols) e 2004–05 (8 gols)

## Títulos como treinador
PSV Eindhoven
- Supercopa  dos Países Baixos: 2022
- Copa dos Países Baixos: 2022–23